# 擁護
| ウィキペディアには「擁護」という見出しの百科事典記事はありません（タイトルに「擁護」を含むページの一覧/「擁護」で始まるページの一覧）。 代わりにウィクショナリーのページ「擁護」が役に立つかもしれません。 |